# Івиця Драгутинович
Івиця Драгутинович (серб. Ивица Драгутиновић / Ivica Dragutinović; нар. 12 листопада 1975, Прієполє, Югославія), також відомий як Драго (серб. Драго / Drago) — сербський футболіст, захисник. Найбільш відомий виступами за «Севілью» і національну збірну Сербії.

## Клубна кар'єра
Драгутинович розпочав кар'єру в Сербії у клубах «Полімлє», «Бор», «Борац» (Чачак), а в 1996 році покинув країну. Він приєднався до команди бельгійської команди «Гент». У 2000 році Івиця знову змінив клуб і перейшов до іншої бельгійської команди — «Стандард» (Льєж). Там він провів дуже хороші роки своєї кар'єри. Він провів 135 матчів за «Стандард» і забив 3 голи в чемпіонаті. З 2002 по 2004 року серб був капітаном льєжського «Стандарда».
Влітку 2005 року Драгутиновичем зацікавилися кілька клубів і за 1,5 мільйона євро він перейшов в іспанський клуб «Севілья», підписавши контракт до 2008 року. Дебютував у Прімері 18 вересня у виїзному матчі проти «Осасуни» (0:1). Найбільшим успіхом у складі «Севільї» став виграш Кубка УЄФА 2006 року, в якому іспанський клуб переміг англійський «Мідлсбро» з рахунком 4:0, але Драгутинович у цьому матчі не грав. Через рік, у 2007 році, він вдруге в кар'єрі виграв Кубок УЄФА. У фіналі клуб з Андалусії всерії пенальті переміг «Еспаньйол». Того ж року він зайняв 3 місце в чемпіонаті з «Севільєю», а через рік — 5.

## Виступи за збірну
У збірній Сербії і Чорногорії Драгутинович дебютував 13 грудня 2002 року в матчі зі збірною Греції (1:1). Драгутиновича особливо хвалили під час відбіркового циклу до чемпіонату світу в Німеччині, в якому Сербія пропустила лише один гол, а Івиця був частиною захисної ланки, відомої як «знаменита четвірка», в якій він грав з Неманьєю Видичем, Младеном Крстаїчем і Гораном Гавранчичем. Втім, на самому «мундіалі» все було не так райдужно. Серби програли всі три матчі, а Драгутинович зіграв лише в першому — проти збірної Нідерландів (0:1).

## Досягнення
Севілья
- Володар Кубка УЄФА (2): 2005/06, 2006/07
- Володар Суперубка УЄФА (1): 2006
- Володар Кубка Іспанії (2): 2006/07, 2009/10
- Володар Суперкубка Іспанії (1): 2007